# Leonel Álvarez
Leonel de Jesús Álvarez Zuleta (sinh ngày 29 tháng 7 năm 1965 tại Remedios, Colombia) là một cựu tiền vệ phòng ngự bóng đá người Colombia. Ông đã thi đấu 101 lần cho đội tuyển quốc gia Colombia từ năm 1985 đến năm 1995. Ông cũng là huấn luyện viên trưởng đội tuyển bóng đá quốc gia Colombia.

## Thống kê sự nghiệp

### Bàn thắng quốc tế
Tỉ số và kết quả liệt kê bàn thắng của Colombia trước.
| #  | Ngày                | Địa điểm                                      | Đối thủ | Tỉ số | Kết quả | Giải đấu |
| -- | ------------------- | --------------------------------------------- | ------- | ----- | ------- | -------- |
| 1. | 10 tháng 6 năm 1987 | Estadio Atanasio Girardot, Medellín, Colombia | Ecuador | 1–0   | 1–0     | Giao hữu |